# Corinne Dreyfuss
Corinne Dreyfuss (ur. 1964) – francuska autorka i ilustratorka książek dla dzieci.
W Polsce w 2019 roku opublikowała nakładem Wydawnictwa Zakamarki książkę Gili, gili – słówka z ostatniej chwili [tyt. oryg. Le petit Roro (mon tout tout premier dico), 2012] z ilustracjami Benjamina Chauda i w tłumaczeniu Katarzyny Skalskiej.